# Парамоти
Парамоти (порт. Paramoti) — муниципалитет в Бразилии, входит в штат Сеара. Составная часть мезорегиона Север штата Сеара. Входит в экономико-статистический микрорегион Канинде. Население составляет 11 357 человек на 2006 год. Занимает площадь 482,648 км². Плотность населения — 23,5 чел./км².

## Статистика
- Валовой внутренний продукт на 2003 составляет 18.920.799,00 реалов (данные: Бразильский институт географии и статистики).
- Валовой внутренний продукт на душу населения на 2003 составляет 1.692,53 реалов (данные: Бразильский институт географии и статистики).
- Индекс развития человеческого потенциала на 2000 составляет 0,597 (данные: Программа развития ООН).